# Mercancías en comisión
Las mercancías en comisión son aquellas operaciones realizadas por un comerciante con la finalidad de incrementar su volumen de ventas y consecuentemente, sus ingresos, aprovechando sus instalaciones sin tener que invertir sus propios recursos o contraer obligaciones por adquirir mercancías, dedicando parte de su actividad a la venta de mercancías en nombre y por cuenta de terceras personas es lo que se conoce como venta de mercancías en comisión.

## En México
De acuerdo con el Código de Comercio; "la comisión mercantil es el mandato o encargo aplicado a los actos concretos de comercio, denominándose comitente a la persona que otorga o confiere la comisión, y comisionista a quien la desempeña". 
El mandato o encargo no es necesesario que conste en escritura pública, pero sí lo es el que exista un contrato donde se estipule cada una de las condiciones o cláusulas de la operación. 
Por su actuación en las ventas de mercancías en comisión, el comisionista cobra al comitente una cuota denominada "comisión", cuyo porcentaje por lo regular se calcula en relación con el monto de las ventas. 
En el contrato celebrado entre las partes, debe de establecerse: 
- La base.
- Porcentaje.
- Fechas de pago de la comisión.
- Obligaciones del comitente.
- Entre otras.

## Registro contable
Las operaciones que se realizan con la venta de mercancías en comisión, generalmente se registran en cuentas de orden, por lo que es necesario tener en cuenta los siguientes aspectos: 
- Las mercancías recibidas para su venta en comisión no son propiedad de la empresa, por lo tanto no constituyen un aumento en el activo de esta.
- Las mercancías vendidas no son propiedad de la empresa, por lo tanto no disminuye su existencia en el almacén, ni existe la posibilidad de que se genere una pérdida al no recuperar su costo.
- El dinero recibido es del propietario de la mercancía, no es propiedad de la empresa.
- Las cuentas por cobrar a clientes, por ventas a crédito de mercancías propiedad del comitente, no son un derecho que incremente los recursos de la empresa.
- La utilidad o pérdida que derive de las pérdidas de estas mercancías no refleja el efecto en el capital contable de la empresa.

Sin embargo, hay que tener en cuenta que las comisiones ganadas por la venta de mercancías en comisión, sí modifican tanto la situación financiera de la empresa, como sus resultados de operación y las cuentas de orden que se establecen corresponden a la categoría de valores ajenos, por tratarse de valores que no son propiedad de la empresa. 
Para registrar las mercancías que se reciben del comitente, así como las ventas, devoluciones sobre ventas, rebajas o descuentos, se establecen las cuentas de orden denominadas "Mercancías en comisión" y "Comitente cuenta de mercancías". 
Para registrar las ventas a crédito, cobros realizados sobre las ventas a crédito y las devoluciones sobre ventas de los clientes que le hacen al comisionista se establecen las siguientes cuentas: "Clientes del comitente" y "Comitente cuanta de clientes"